# Harry Potter og De Vises Sten (spil)
Harry Potter og De Vises Sten er et Computerspil bygget over J.K. Rowlings bøger af samme navn.

## Kronologisk handlingsforløb
Historien starter med et flashback, der fortæller, hvad der går forud for Harry Potters start på Hogwarts. Harry Potter ankommer til Hogwarts, hvor han bliver hilst velkommen af Albus Dumbledore. Dumbledore fortæller om Hogwarts' mange seværdigheder (Hogwarts er fyldt med hemmeligheder Harry, så søg bag hver en dør, men husk ikke alle hemmeligheder er gode at afsløre, her til morges f.eks. kom jeg til et rum fuld af Platugler, men da jeg senere vendte tilbage var Platuglerne blevet til en fæl bande Ildkrabber), men at han nu skal skynde sig til time i faget 'Forsvar mod Mørkets Kræfter' på 3. sal med Professor Quirrell. 
Han skynder sig op hvor han møder Ron Weasley som vil føre ham til en Fred og George time i et hemmeligt rum, hvor han skal lære at klatre og hoppe, og passe på Peeves som elsker at drille førsteårselever. Han skal også samle 25 Berties Multismagsbønner hvorefter de belønner med et berømte Hekse- og Troldmandskort. Efter det løber han til time hvor han uden for døren møder Hermione Granger, der hilser på ham hvorefter de løber til timen med Professor Quirrel. Professor Quirrel vil lære dem besværgelsen Flippendo. Han kommer ind i en Flippendo-udfordring hvor han lærer Flippendo fuldt ud perfekt. Han lærer også om Gnomer i udfordringen. Efter udfordringen kommer han ud på en gang et helt andet sted......